# Henryk Chyliński (historyk)

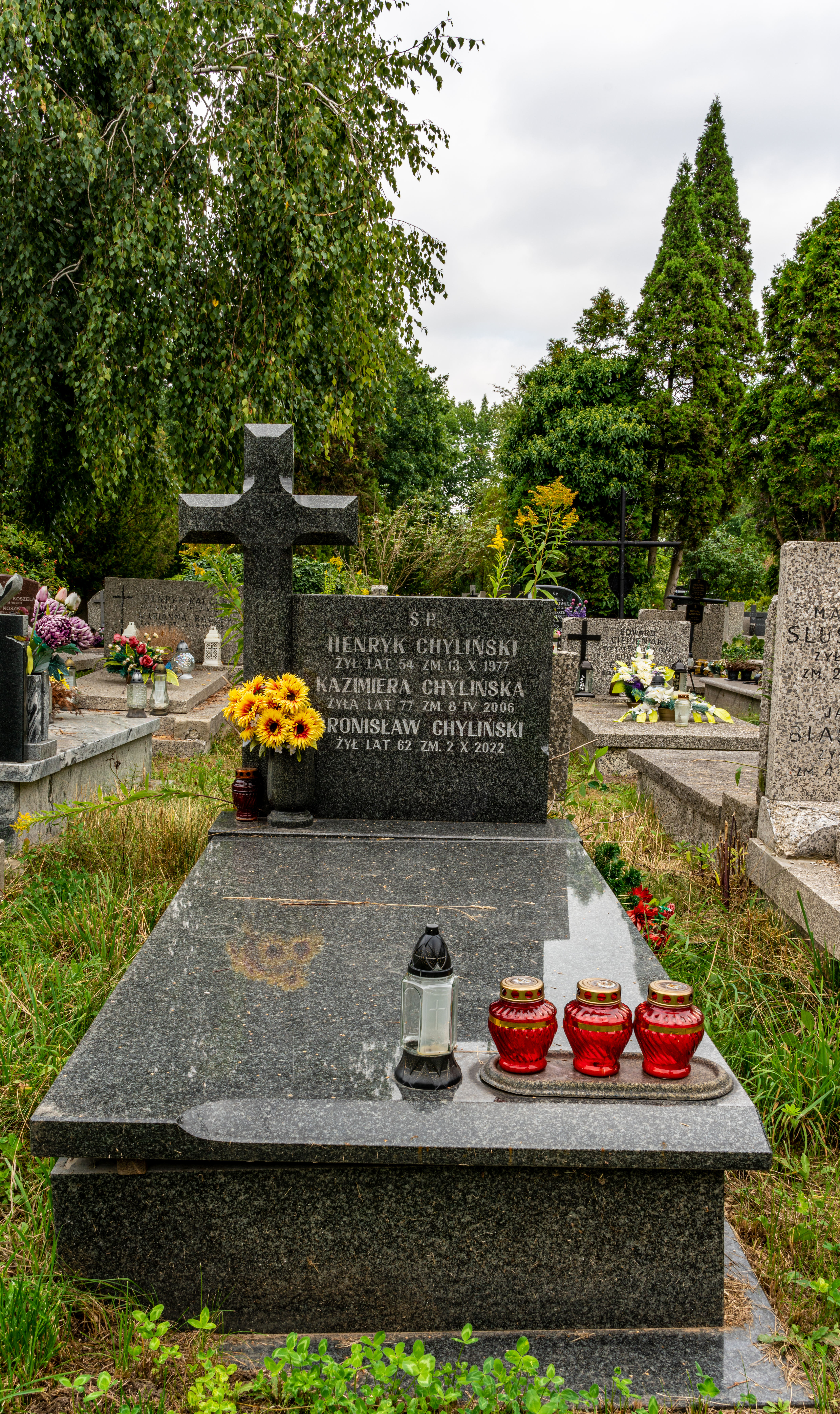
Grób Henryka Chylińskiego na cmentarzu Komunalnym Północnym w Warszawie

Henryk Chyliński (ur. 20 kwietnia 1923, zm. 13 października 1977 w Warszawie) – polski historyk, działacz ruchu laickiego, redaktor prasowy.

## Życiorys
Ukończył studia na Uniwersytecie Warszawskim, a następnie został pracownikiem naukowo-dydaktycznym Instytutu Nauk Społecznych Uniwersytetu Warszawskiego. Następnie pracował jako redaktor w Wydawnictwie „Książka i Wiedza”. Należał do grupy założycieli Polskiego Towarzystwa Religioznawczego, był aktywistą społecznego ruchu laickego i dyrektorem Centralnego Ośrodka Doskonalenia Kadr Laickich. Członek Polskiej Zjednoczonej Partii Robotniczej.
Pochowany na cmentarzu komunalnym Północnym w Warszawie (kw. W-XI-3, rząd 8, grób 7).